# 雙泰貞
雙泰貞，正名為雙泰真，南北朝劉宋隨郡（今湖北隋州）人。
雙泰真因其勇力及武事才幹而獲南北朝時期南朝宋將領沈攸之召請，但他一直都無動於衷。於是沈攸之趁雙泰貞於江陵經商後把他留住，安排他出任軍中隊副和予以厚待。然而，雙泰真由始至終無意留下，不久一走了之。沈攸之見狀就就派遣二十個士兵追捕他。期間，雙泰真殺了幾個士兵，令其他將士不敢向他進逼。礙於被士兵追趕以致無法接見母親，他只好隻身逃至蠻中。結果士兵失去了雙泰真的蹤跡，唯有帶他的母親回去覆命。當雙泰真知道母親被帶走後便向沈攸之投降。沈攸之並沒有因此事而降罪於雙泰真，反稱他為了侍奉母親而不入伍，是一名孝子，更賜他一萬錢以及升他為軍隊隊主。明朝末年張自烈撰寫的《正字通》曾載有孝子雙泰真之事。